# Acústico de Novo
Acústico de Novo é o segundo EP acústico da dupla sertaneja Zé Neto & Cristiano, lançado pela Som Livre no dia 11 de janeiro de 2019 nas plataformas digitais. O projeto é composto por 6 músicas, sendo 5 lançadas na data inicial e a faixa "Enchendo e Derramando" em 10 de maio. O trabalho conta com a produção musical de Ivan Miyazato e participação do cantor Daniel na faixa "Cheiro de Terra".

## Faixas
| N.º | Título                           | Compositor(es)                                                                                | Duração |  |
| 1.  | "Estado Decadente"               | Rodrigo Reys / André Vox / Bruno César                                                        | 2:53    |  |
| 2.  | "Long Neck"                      | Rodrigo Reys / Bruno César / William Santos                                                   | 2:47    |  |
| 3.  | "Whisky e Gelo"                  | Philipe Pancadinha / Victor Hugo / Flavinho Tinto / Nando Marx / Douglas Mello / Gabriel Agra | 2:33    |  |
| 4.  | "Sobrando Ausência"              | Pedro Taveira / Lucas Souza / Kauê Segundêro / Flavio Corél / Murilo Costa                    | 2:31    |  |
| 5.  | "Cheiro de Terra" (part. Daniel) | Gabriel Rocha / Leandro Visacre / Luigi / Lucas Carvalho                                      | 3:58    |  |
| 6.  | "Enchendo e Derramando"          | Pacheco                                                                                       | 3:12    |  |